# Зак Ебботт
Зак Макфа́рлейн Е́бботт (англ. Zach MacFarlane Abbott; нар. 13 травня 2006) — англійський футболіст, захисник клубу «Ноттінгем Форест».

## Клубна кар'єра
Займався футболом в академії Найджела Дауті, звідки в серпні 2022 року приєднався до академії «Ноттінгем Форест». 23 серпня 2022 року у віці 16 років дебютував в основному складі «Ноттінгем Форест» в матчі Кубка ліги проти «Грімсбі Таун», вийшовши на заміну Алексу Майтену. 27 вересня 2022 року англійська газета The Guardian назвала його одним з 20-ти найкращих молодих футболістів Прем'єр-ліги.
24 серпня 2023 року підписав з клубом новий контракт, що розрахований до літа 2026 року.

## Кар'єра в збірній
Виступав за збірні Англії до 16, до 17, до 18 і до 19 років. В травні 2025 року потрапив в заявку збірної до 19 років на юнацький чемпіонат Європи в Румунії. На турнірі провів два матчі, відзначившись м'ячем проти збірної Німеччини, а його команда не вийшла з групи.

## Статистика виступів
Станом на 4 травня 2025
| Клуб              | Сезон             | Чемпіонат         | Чемпіонат | Чемпіонат | Кубок | Кубок | Кубок ліги | Кубок ліги | Єврокубки | Єврокубки | Інші  | Інші | Всього | Всього |
| Клуб              | Сезон             | Дивізіон          | Матчі     | Голи      | Матчі | Голи  | Матчі      | Голи       | Матчі     | Голи      | Матчі | Голи | Матчі  | Голи   |
| ----------------- | ----------------- | ----------------- | --------- | --------- | ----- | ----- | ---------- | ---------- | --------- | --------- | ----- | ---- | ------ | ------ |
| Ноттінгем Форест  | 2022–23           | Прем'єр-ліга      | 0         | 0         | 0     | 0     | 1          | 0          | –         | –         | –     | –    | 1      | 0      |
| Ноттінгем Форест  | 2023–24           | Прем'єр-ліга      | 0         | 0         | 0     | 0     | 0          | 0          | –         | –         | –     | –    | 0      | 0      |
| Ноттінгем Форест  | 2024–25           | Прем'єр-ліга      | 0         | 0         | 1     | 0     | 1          | 0          | –         | –         | –     | –    | 2      | 0      |
| Всього за кар'єру | Всього за кар'єру | Всього за кар'єру | 0         | 0         | 1     | 0     | 2          | 0          | 0         | 0         | 0     | 0    | 3      | 0      |